# Wayne Lakes
Wayne Lakes é uma vila localizada no estado norte-americano de Ohio, no Condado de Darke.

## Demografia
Segundo o censo norte-americano de 2000, a sua população era de 684 habitantes.
Em 2006, foi estimada uma população de 660, um decréscimo de 24 (-3.5%).

## Geografia
De acordo com o United States Census Bureau tem uma área de
1,7 km², dos quais 1,4 km² cobertos por terra e 0,3 km² cobertos por água.

## Localidades na vizinhança
O diagrama seguinte representa as localidades num raio de 12 km ao redor de Wayne Lakes.